# マイコンソフト
マイコンソフト株式会社（Micomsoft Co.,LTD）は、かつて存在した大阪府大阪市中央区に本社を置いていたパソコンゲームメーカー、パソコン用周辺機器メーカーである。

## 概要
電波新聞社出版部マイコンソフトウェア開発室が前身。1980年代は電波新聞社により発行されていた雑誌『月刊マイコン』掲載ソフトウェアのプログラムリスト等のメディア販売、また同じく『月刊マイコン』や『マイコンBASICマガジン』のコンテンツを拠点とする形で、ナムコ等のアーケードゲームのPC移植作品の開発やプロデュース、販売を行っていた。
1993年、ソフトウェア開発室が独立する形で設立（電波新聞社100%の資本）。本社は電波新聞社・大阪本社内に存在した。
2018年10月1日より、電波新聞社を存続会社とする吸収合併により事業継承する事を発表。マイコンソフト株式会社は2018年9月30日で解散し、新たに10月1日より『株式会社電波新聞社マイコンソフト事業部』として存続する。事業はそのまま引き継ぎ、取扱製品、担当窓口などに変更はない。
現在はソフトウェア事業は休止状態にあり、パソコン用周辺機器等、ハードウェア部門に事業の主力をおいている。

## 主なゲームソフト
当時のPC向けにナムコ、SEGA、データイースト等のアーケードゲームの多くの移植、並びに、YMCAT等が作成したオリジナルゲームの販売を行っていた。
末期には、ビデオゲームアンソロジーとして、ハードウェアに特化したスクラッチから起こしたゲームではなく、よりオリジナルの実動作に近づけた移植を行ったシリーズもリリースしている。
- ナムコ作品の移植
  - マッピー
  - ゼビウス
  - ボスコニアン
  - ドラゴンバスター
  - パックマン
  - グロブダー
  - ディグダグ
  - ラリーX
  - ドルアーガの塔
  - タイニーゼビウス/mkII（1984年、PC-6001版）
  - スーパーゼビウス
  - ドラゴンスピリット
  - 源平討魔伝
  - モトス
- データイースト作品の移植
  - バーニン'ラバー
  - バーガータイム（ハンバーガーの名前でアレンジが加えられている）
- セガ作品の移植
  - スペースハリアー
  - ファンタジーゾーン
- オリジナル作品
  - デーモンクリスタルシリーズ
  - ソフィア
  - ゲートオブラビリンス
  - ポピンズ
  - ガンマー5

## 主な機器製品

### 映像関連
- XMD-1RGB（メガドライブ用アナログRGBユニット：1990年9月29日発売[3]）
- XAV-1S（アナログRGB-S端子変換ユニット：1990年12月25日発売[4]）
- XMAC-1（マッキントッシュ用ビデオエンコーダー・ユニット：1992年2月25日発売[5]）
- XPC-1V（PC-98/286用スキャンコンバーター・ユニット：1992年5月下旬発売[6]）
- XMD-2RGB/S（メガドライブ用アナログRGB/Sユニット：1993年5月下旬発売[7]）
- XVGA-1V（ビデオスキャンコンバータ・ユニット：1993年8月中旬発売[8]）
- XMD-3RGB/S（メガドライブ2専用アナログRGB/Sユニット：1993年9月30日発売[9]）
- XC21RGB（ステレオ音声対応8ピン-21ピンアナログRGBケーブル：1994年5月頃発売[10]）
- XNEO-1RGB/S（ネオジオ用アナログRGB/Sユニット：1994年9月1日発売[11]）
- XVGA OVERLAY UNIT（XVGA-1V用オーバーレイ・ユニット：1994年11月頃発売[12]）
- XAV-2S（ビデオ・エンコーダー・ユニット：1995年5月中旬発売[13]）
- XPC-2（ビデオ・スキャンコンバーター・ユニット：1995年9月中旬発売[14]）
- XRGB-1/2/2plus/3（アップスキャンコンバータ・ユニット：XRGB-1は1995年12月15日発売[15]）
- XVGA-1Pro（ビデオスキャンコンバータ・ユニット）
- XRGB-mini Framemeister（アップスケーラー・ユニット）

### ゲームコントローラー関連

#### INTELLIGENT JOYSTICK　XE-1シリーズ
XE-1
構成は8方向レバー＋2トリガー。底面のスイッチでレバー方向が反転し、右手でレバーを操作する事も出来る。アタリ仕様ジョイスティックポート搭載機種に対応。ボディ色は白。
1984年5月にX1版ゼビウスの付属品として販売され、同年11月にはFM-7（FM-77）版ゼビウスにも同梱。翌1985年3月頃より「XEシリーズ」として、ジョイスティック単体での販売が開始された。
XE-1b
XE-1の改良型。トリガーボタンが少し大きくなり、接続コードが延長されている。ボディ色は黒。
1986年4月頃より販売開始。MZ-2500版及びX68000版ゼビウスにも同梱された。
XE-1 PRO/PRO FC/PRO HE/ST/ST2/SFC
ST/ST2/PROはセガ・マークIII/メガドライブ/ジョイスティックポートがATARI形式のホビーPC用、PRO FCはファミリーコンピュータ用、PRO HEはPCエンジン用、SFCはスーパーファミコン用。
初代XE-1を除く共通機能は以下の通り。
- 8方向4方向切替スイッチ（レバー入力方向切替）
- 270゜回転式ショットパネル（メインボタン角度調整）

以下は各機種固有機能。
- 連射機能(PRO、SFC、PRO HE)
- マルチタップ機能(PRO HE)
- セガ/PC切り替えスイッチ(ST、ST2)
- PCエンジン/PC切り替えスイッチ(PRO HE)
- 入力マクロ、LCDインジケータ機能、ATARI仕様ポート拡張端子(SFC)

※PRO/ST/ST2は別売ジョイスティックアダプターXF-1でファミコンへ対応可。
発売時期は以下の通り。
- XE-1PRO：1987年9月末
- XE-1ST：1988年6月頃
- XE-1PRO HE：1988年11月頃
- XE-1PRO FC：1988年12月頃
- XE-1ST2：1991年4月頃
- XE-1SFC：1991年10月24日

#### INTELLIGENT ANAROG/DIGITAL CONTROLLER SYSTEM
デジタル256段階の入力が可能なデバイス。後にMSX等で制御するための手段とサンプルプログラムがBASICマガジン誌上で公開されている。
XE-1AJ/CZ-8NJ2
X68000用のアフターバーナー開発時に製作され、シャープから発売されたサイバースティック(CZ-8NJ2)と同仕様。マイコンソフトは開発協力の形で関わっているが、サイバースティックの方はシャープ自身のプロダクトである。双方の実際の商品本体の違いは、ボタンのカラーリング（シャープ版が黒、マイコンS版がオレンジ）とスティック本体のロゴ（シャープ版が「サイバースティック」のロゴ、マイコンS版が品番をロゴ化したもの）のみ。
XE-1AJは1989年7月25日発売。
XE1AJ-USB「サイバースティック」
上記の商品をベースに、2022年にセガがリリースする復刻系家庭用テレビゲーム機・メガドライブ ミニ2（MDミニ2）およびWindows 10/11PC用の周辺機器（※）として、電波新聞社マイコンソフト事業部がMDミニ2と同じ日（2022年10月27日）に発売された。機器との接続コネクタをUSBに変更し、スティックとスロットルの左右入れ換えを簡易にした以外はオリジナルのギミックを殆ど復刻しているが、USB化の代償としてX68000とはダイレクト接続できず、公式には非対応となっている。なお、この商品はシャープの承認と協力のもとシャープ版「サイバースティック」をベースとして復刻している。（スティック本体にも「サイバースティック」のロゴがプリンティングされ、ボタンのカラーリングもシャープ版に準拠している）
（※）本機の発売後、タイトーから発売されたアーケードゲーム限定の復刻系ゲーム機・イーグレットツー ミニ用のゲーム数作品のプレイにも対応した。
XE1AJ-USB-DP「サイバースティック」（電波カラー）
前述したUSB版サイバースティックのボタンカラーをオリジナルのXE-1AJ同様オレンジに、ボディのロゴもマイコンS品番をプリンティングしたもの。2024年12月19日発売。
XE-1AP/AE1-EX
藤岡によるラジコンのプロポをイメージした物をマイコンBASICマガジンのデザイナーと試行錯誤しながら作成した小型の姉妹機。APとEXの差分はボタン色のバリエーション違いのみ。ユーザー間での通称は「カブトガニ」。
パッドの「アナログ/デジタル切替SW」により、アナログ/デジタルの動作モードが切り替わる。
ジョイスティックポートがATARI形式のゲーム機/メガドライブ/ホビーPCに対応。メガドライブと接続する場合は「パソコン/MD切替SW」をMDに設定する。PCEと接続する場合はポート変換器XHE-3と組み合わせてアナログ対応となる。
メガドライブ使用時のアナログモードはデータフォーマットは同じものの、コネクタの信号の入れ替えのみではなくボタンのアサインも入れ替わっているため、操作されたボタンのデータのほうはサイバースティックと互換性が無い。
XE-1APは1990年3月20日発売。
XE-1AS
DOS/V用の操縦桿型アナログ・ジョイスティック。構成はアナログ方式のスティック及びスロットルと4個のトリガーボタン。秒間30発の連射機能を搭載している。
1995年6月下旬発売）。

#### JOYSTICK CONTROLLER SYSTEM
- XO-1（ATARI仕様外付け連射アダプタ：1986年9月下旬発売[33]）
- XF-1（ファミコン用ATARI仕様コントローラ変換アダプタ：1987年12月頃発売[34]）
- XHE-2（PCE用2ポートマルチタップ：1988年11月頃発売[35]）
- XHE-3（PCE用ATARI仕様アナログ対応コントローラ変換アダプタ：1992年3月頃発売[36]）